# Jéssica Andrade
Jéssica Fernanda da Costa Andrade (Umuarama, 25 de setembro de 1991) é uma lutadora brasileira de artes marciais mistas. Andrade é ex-campeã da categoria peso-palha feminino do UFC.

## Biografia
Nascida em Umuarama, no oeste do Paraná, Jéssica é filha dos agricultores Julio e Neusa Andrade. Jéssica e seu irmão mais velho, Fernando, trabalharam nas plantações dos pais durante a infância, até que a fazenda foi municipalizada, o que levou à proibição do trabalho infantils. Aos 14 anos, ela começou a trabalhar em um lago de pesca e pague, mais tarde, entregou remédios para uma drogaria. Andrade cresceu jogando Futebol e Futsal, aspirando a se tornar uma jogadora profissional. Ela teve um bom desempenho e acabou sendo oferecida para jogar em um clube de São Paulo, mas seus pais a proibiram de se mudar. Ainda na escola, Andrade começou a treinar Judô e logo depois, em 2011, Jiu-jitsu.
Seu apelido "Bate-estaca" vem de um golpe ilegal do Jiu-jitsu brasileiro onde se levanta alto a oponente tentando bater a cabeça no chão. Jéssica ganhou esse apelido ao aplicar o movimento em uma adversário após entrar em pânico ao ser pega em uma chave de braço em uma competição de jiu-jitsu. Ela acabou realizando o mesmo golpe no UFC 237 e se tornou campeã peso-palha da organização.

## Carreira no MMA

### Começo da carreira
Jéssica fez sua estreia profissional nas artes marciais mistas em 6 de setembro de 2011. Ela venceu oito de suas dez lutas em seu país nativo Brasil.
Em 14 de abril de 2013, Andrade lutou fora do Brasil pela primeira vez, e finalizou Milana Dudieva no ProFC 47: Russia vs. Europe em Rostov-on-Don, Rússia.

### Ultimate Fighting Championship
Liz Carmouche era esperada para enfrentar a ex-Campeã Peso Galo Feminino do Strikeforce Miesha Tate no UFC on Fox: Johnson vs. Moraga, mas Miesha Tate teve que substituir a lesionada Zingano no The Ultimate Fighter. Jessica assinou com o UFC e foi colocada para enfrentar Liz Carmouche no UFC on Fox: Johnson vs. Moraga em 23 de Julho de 2013. Isso marcou a primeira vez em que dois lutadores gays assumidos se enfrentaram no UFC. Andrade perdeu por nocaute técnico no segundo round.
A segunda aparição de Jessica no UFC aconteceu em 26 de Outubro de 2013 onde ela enfrentou Rosi Sexton no UFC Fight Night: Machida vs. Muñoz. Ela foi dominante na luta e venceu por decisão unânime.
Jessica Andrade era esperada para enfrentar a campeã do TUF 18, Julianna Peña em 15 de Março de 2014 no UFC 171. Porém Julianna sofreu uma grave lesão no joelho, o que forçou sua retirada do card. Em seu lugar foi colocada a também ex-TUF, Raquel Pennington. Jéssica venceu por decisão dividida.
Jessica enfrentaria Valérie Létourneau em 13 de Setembro de 2014 no UFC Fight Night: Pezão vs. Arlovski II. No entanto, uma lesão tirou Létourneau da luta e ela foi substituída pela ex-campeã do Jungle Fight Larissa Pacheco. Ela venceu a luta por finalização com seu golpe especial, a guilhotina.
Por fim, no UFC Fight Night: Pezão vs. Mir, ocorrido no dia 22 de fevereiro de 2015, Jessica foi derrotada por Marion Reneau, aos 1:54 do primeiro round, por finalização.
Andrade enfrentou a canadense Sarah Moras em 15 de Julho de 2015 no UFC Fight Night: Mir vs. Duffee. Ela foi superior durante toda a luta, mas nos últimos segundos de luta, Moras encaixou um mata-leão que quase finalizou a luta, no entanto, Jéssica não bateu e venceu a luta por decisão unânime.
Andrade substituiu Liz Carmouche e fez uma revanche do UFC 171 contra Raquel Pennington em 5 de Setembro de 2015 no UFC 191, na primeira luta ela venceu por decisão dividida. Jéssica foi derrotada por finalização no segundo round.
Em 4 de junho de 2016, fez sua estreia com sucesso na categoria Peso-palha, vencendo a estadunidense Jessica Penne. Quase 3 anos depois em 12 de maio de 2019, Andrade venceu Rose Namajunas faltando 58 segundos para o fim do segundo round no UFC 237, ganhando o Cinturão do Peso Palha Feminino do UFC.
No dia 31 de agosto de 2019, no UFC Fight Night: Andrade vs. Zhang, Jéssica enfrentou a lutadora chinesa Zhang Weili. A brasileira foi derrotada no primeiro round por nocaute técnico, perdendo o cinturão.

## Conquistas
- Ultimate Fighting Championship
  - Cinturão do Peso Palha Feminino do UFC (1 Vez)[15]
  - Performance da Noite (5 Vezes) vs. Joanne Calderwood, Karolina Kowalkiewicz, Rose Namajunas, Katlyn Chookagian e Amanda Lemos.[16][17][18]
  - Luta da Noite (4 Vezes) vs. Angela Hill, Cláudia Gadelha e  Rose Namajunas (2 vezes)[19][20][21]
  - Mais Vitórias na história das lutas femininas do UFC (14 vitórias)
  - Luta do Mês (Setembro de 2017) vs. Cláudia Gadelha[22]

## Cartel no MMA
| Cartel no MMA   |             |             |
| 40 lutas        | 26 vitórias | 14 derrotas |
| Por nocaute     | 10          | 5           |
| Por finalização | 8           | 5           |
| Por decisão     | 8           | 4           |

| Res.    | Cartel | Oponente                   | Método                                 | Evento                                        | Data       | Round | Tempo | Local                    | Notas                                                                              |
| ------- | ------ | -------------------------- | -------------------------------------- | --------------------------------------------- | ---------- | ----- | ----- | ------------------------ | ---------------------------------------------------------------------------------- |
| Derrota | 26–14  | Jasmine Jasudavicius       | Finalização (mata-leão)                | UFC 315: Muhammad vs. Della Maddalena         | 10/05/2025 | 1     | 2:40  | Montreal, Quebec         |                                                                                    |
| Derrota | 26–13  | Natália Silva              | Decisão (unânime)                      | UFC Fight Night: Burns vs. Brady              | 07/07/2024 | 3     | 5:00  | Las Vegas, Nevada        | Retorno aos Moscas; Luta da Noite.                                                 |
| Vitória | 26–12  | Marina Rodriguez           | Decisão (dividida)                     | UFC 300: Pereira vs. Hill                     | 13/04/2024 | 3     | 5:00  | Las Vegas, Nevada        |                                                                                    |
| Vitória | 25–12  | Mackenzie Dern             | Nocaute Técnico (socos)                | UFC 295: Procházka vs. Pereira                | 11/11/2023 | 2     | 3:15  | Nova Iorque, Nova Iorque | Performance da Noite.                                                              |
| Derrota | 24–12  | Tatiana Suarez             | Finalização (guilhotina)               | UFC on ESPN: Sandhagen vs. Font               | 05/08/2023 | 2     | 1:31  | Nashville, Tennessee     |                                                                                    |
| Derrota | 24–11  | Yan Xiaonan                | Nocaute Técnico (socos)                | UFC 288: Sterling vs. Cejudo                  | 06/05/2023 | 1     | 2:20  | Newark, New Jersey       | Retornou ao Peso Palha.                                                            |
| Derrota | 24–10  | Erin Blanchfield           | Finalização (mata-leão)                | UFC Fight Night: Andrade vs. Blanchfield      | 18/02/2023 | 2     | 1:37  | Las Vegas, Nevada        |                                                                                    |
| Vitória | 24–9   | Lauren Murphy              | Decisão (unânime)                      | UFC 283: Teixeira vs. Hill                    | 21/01/2023 | 3     | 5:00  | Rio de Janeiro           |                                                                                    |
| Vitória | 23–9   | Amanda Lemos               | Finalização (triângulo de braço em pé) | UFC Fight Night: Lemos vs. Andrade            | 23/04/2022 | 1     | 3:13  | Enterprise, Nevada       | Retorno ao Peso Palha; Performance da Noite.                                       |
| Vitória | 22–9   | Cynthia Calvillo           | Nocaute Técnico (socos)                | UFC 266: Volkanovski vs. Ortega               | 25/09/2021 | 1     | 4:54  | Las Vegas, Nevada        |                                                                                    |
| Derrota | 21–9   | Valentina Shevchenko       | Nocaute Técnico (cotoveladas)          | UFC 261: Usman vs. Masvidal 2                 | 24/04/2021 | 2     | 3:19  | Jacksonville, Flórida    | Pelo Cinturão Peso Mosca Feminino do UFC.                                          |
| Vitória | 21–8   | Katlyn Chookagian          | Nocaute Técnico (socos no corpo)       | UFC Fight Night: Ortega vs. The Korean Zombie | 17/10/2020 | 1     | 4:57  | Abu Dhabi                | Estreia no Peso Mosca; Performance da Noite.                                       |
| Derrota | 20–8   | Rose Namajunas             | Decisão (dividida)                     | UFC 251: Usman vs. Masvidal                   | 11/07/2020 | 3     | 5:00  | Abu Dhabi                | Luta da Noite.                                                                     |
| Derrota | 20–7   | Zhang Weili                | Nocaute Técnico (joelhadas e socos)    | UFC Fight Night: Andrade vs. Zhang            | 31/08/2019 | 1     | 0:42  | Shenzhen                 | Perdeu o Cinturão Peso Palha Feminino do UFC.                                      |
| Vitória | 20–6   | Rose Namajunas             | Nocaute (slam)                         | UFC 237: Namajunas vs. Andrade                | 11/05/2019 | 2     | 2:58  | Rio de Janeiro           | Ganhou o Cinturão Peso Palha Feminino do UFC; Luta da Noite; Performance da Noite. |
| Vitória | 19–6   | Karolina Kowalkiewicz      | Nocaute (soco)                         | UFC 228: Woodley vs. Till                     | 08/09/2018 | 1     | 1:58  | Dallas, Texas            | Performance da Noite.                                                              |
| Vitória | 18–6   | Tecia Torres               | Decisão (unânime)                      | UFC on Fox: Emmett vs. Stephens               | 24/02/2018 | 3     | 5:00  | Orlando, Flórida         |                                                                                    |
| Vitória | 17–6   | Claudia Gadelha            | Decisão (unânime)                      | UFC Fight Night: Saint Preux vs. Okami        | 23/09/2017 | 3     | 5:00  | Saitama                  | Luta da Noite.                                                                     |
| Derrota | 16–6   | Joanna Jędrzejczyk         | Decisão (unânime)                      | UFC 211: Miocic vs. Dos Santos II             | 13/05/2017 | 5     | 5:00  | Dallas, Texas            | Pelo Cinturão Peso Palha Feminino do UFC.                                          |
| Vitória | 16–5   | Angela Hill                | Decisão (unânime)                      | UFC Fight Night: Bermudez vs. Korean Zombie   | 04/02/2017 | 3     | 5:00  | Houston, Texas           | Luta da Noite.                                                                     |
| Vitória | 15–5   | Joanne Calderwood          | Finalização (guilhotina)               | UFC 203: Miocic vs. Overeem                   | 10/09/2016 | 1     | 4:38  | Cleveland, Ohio          | Performance da Noite.                                                              |
| Vitória | 14–5   | Jessica Penne              | Nocaute Técnico (socos)                | UFC 199: Rockhold vs. Bisping II              | 04/06/2016 | 2     | 2:56  | Inglewood, California    | Estreia no Peso Palha                                                              |
| Derrota | 13–5   | Raquel Pennington          | Finalização (mata-leão)                | UFC 191: Johnson vs. Dodson 2                 | 05/09/2015 | 2     | 4:58  | Las Vegas, Nevada        |                                                                                    |
| Vitória | 13–4   | Sarah Moras                | Decisão (unânime)                      | UFC Fight Night: Mir vs. Duffee               | 15/07/2015 | 3     | 5:00  | San Diego, California    |                                                                                    |
| Derrota | 12–4   | Marion Reneau              | Finalização (triângulo)                | UFC Fight Night: Pezão vs. Mir                | 22/02/2015 | 1     | 1:54  | Porto Alegre             |                                                                                    |
| Vitória | 12–3   | Larissa Pacheco            | Finalização (guilhotina)               | UFC Fight Night: Pezão vs. Arlovski II        | 13/09/2014 | 1     | 4:33  | Brasília                 |                                                                                    |
| Vitória | 11–3   | Raquel Pennington          | Decisão (dividida)                     | UFC 171: Hendricks vs. Lawler                 | 15/03/2014 | 3     | 5:00  | Dallas, Texas            |                                                                                    |
| Vitória | 10–3   | Rosi Sexton                | Decisão (unânime)                      | UFC Fight Night: Machida vs. Muñoz            | 26/10/2013 | 3     | 5:00  | Manchester               |                                                                                    |
| Derrota | 9–3    | Liz Carmouche              | Nocaute Técnico (socos e cotoveladas)  | UFC on Fox: Johnson vs. Moraga                | 27/07/2013 | 2     | 3:57  | Seattle, Washington      | Estreia no UFC.                                                                    |
| Vitória | 9–2    | Milana Dudieva             | Finalização (guilhotina)               | ProFC 47: Russia vs. Europe                   | 14/04/2013 | 2     | 4:34  | Rostov-on-Don            | Luta em Peso Casado.                                                               |
| Vitória | 8-2    | Luciana dos Passos Pereira | Finalização (mata-leão)                | Web Fight Combat 1                            | 27/01/2013 | 2     | 3:35  | Rio de Janeiro           |                                                                                    |
| Derrota | 7–2    | Jennifer Maia              | Decisão (unânime)                      | Samurai FC 9: Water vs. Fire                  | 15/12/2012 | 3     | 5:00  | Curitiba                 |                                                                                    |
| Vitória | 7–1    | Vanessa Silva              | Nocaute Técnico (socos)                | Heavy Fighting Championship 2                 | 13/10/2012 | 1     | 1:15  | Cascavel                 |                                                                                    |
| Vitória | 6–1    | Alessandra Silva           | Finalização (guilhotina)               | Strike Combat                                 | 15/09/2012 | 1     | 3:29  | Foz do Iguaçu            |                                                                                    |
| Vitória | 5–1    | Duda Yankovich             | Finalização (guilhotina)               | Bitetti Combat 12: Oswaldo Paqueta            | 08/09/2012 | 1     | 3:02  | Rio de Janeiro           |                                                                                    |
| Vitória | 4–1    | Juliana Silva              | Finalização (guilhotina)               | Ring of Fire 4: In the Faive                  | 28/08/2012 | 1     | 1:14  | Presidente Venceslau     |                                                                                    |
| Vitória | 3–1    | Lilian Correia             | Nocaute Técnico (soco no corpo)        | Heavy Fighting Championship 1                 | 20/05/2012 | 2     | N/A   | Cascavel                 |                                                                                    |
| Derrota | 2–1    | Kinberly Tanaka Novaes     | Nocaute Técnico (socos e joelhadas)    | Nitrix: Champion Fight 11                     | 05/05/2012 | 1     | 2:42  | Joinville                |                                                                                    |
| Vitória | 2–0    | Bruna Fernandes            | Nocaute Técnico (socos)                | Wako Grand Prix 3                             | 19/11/2011 | 1     | 2:06  | Avaré                    |                                                                                    |
| Vitória | 1–0    | Weidy Borges               | Nocaute Técnico (socos)                | Sagaz Combat                                  | 06/09/2011 | 2     | 3:40  | Umuarama                 |                                                                                    |